# Uncle Meat (film)
Uncle Meat je film napsaný a režírovaný Frankem Zappou. Film vyšel v roce 1987. Název filmu vznikl ze stejnojmenného alba z roku 1969.

## Herci (v abecedním pořadí)
- Phyllis Smith Altenhaus
- Dick Barber
- Massimo Bassoli
- Rodney Bingenheimer
- Jimmy Carl Black
- Ray Collins
- Aynsley Dunbar
- Roy Estrada
- Francesca Fisher
- Bunk Gardner
- Buzz Gardner
- Lowell George
- Dick Kunc
- Manfred Lerch
- C. Mercedes Lewis
- Sal Lombardo
- Meredith Monk
- Billy Mundi
- Janet Neville-Ferguson
- Don Preston
- Fritz Rau
- Linda Ronstadt
- Cal Schenkel
- Euclid James „Motorhead“ Sherwood
- Stumuk
- Arthur Dyer Tripp III
- Ian Underwood
- Haskell Wexler
- Tom Wilson
- Annie Zannas
- Carl Zappa
- Frank Zappa